# Ojos de Agua de Córdoba
Ojos de Agua de Córdoba är en ort i Mexiko.   Den ligger i kommunen Yuriria och delstaten Guanajuato, i den centrala delen av landet, 240 km väster om huvudstaden Mexico City. Ojos de Agua de Córdoba ligger 2 036 meter över havet och antalet invånare är 145.
Terrängen runt Ojos de Agua de Córdoba är kuperad åt nordväst, men åt sydost är den platt. Runt Ojos de Agua de Córdoba är det ganska tätbefolkat, med 108 invånare per kvadratkilometer. Närmaste större samhälle är Valle de Santiago, 14,9 km nordost om Ojos de Agua de Córdoba. I omgivningarna runt Ojos de Agua de Córdoba växer huvudsakligen savannskog.